# 永瀬清子
永瀬 清子（ながせ きよこ、1906年（明治39年）2月17日 - 1995年（平成7年）2月17日）は、日本の詩人。岡山県赤磐郡豊田村熊山（現赤磐市）出身。幼年期を石川県金沢市で過ごし、愛知県立第一高等女学校（現愛知県立明和高等学校）卒業。本名は永瀬清。

## 略歴
高等女学校在学中から佐藤惣之助に師事し『詩之家』同人となる。1930年、詩集『グレンデルの母親』を発表。1940年、その名声を得た詩集『諸国の天女』の序文は高村光太郎によるもので、生涯敬慕した宮沢賢治の追悼会での出会いが縁だった。またこの詩集によって、山内義雄や宮本百合子らに認められ、随一の女性文学者たちの仲間入りを果たした。1945年岡山県に帰り、農業に従事しながら詩作を行う。1949年第一回岡山県文化賞を受賞。1952年、詩誌『黄薔薇』を創刊。1955年ニューデリーで開かれたアジア諸国民会議に出席、帰途中華人民共和国を視察した。1987年『あけがたにくる人よ』で地球賞、現代詩女流賞を受賞。1995年2月17日、脳梗塞のため岡山済生会総合病院で死去、「紅梅忌」と呼ばれるようになった。
岡山家庭裁判所調停委員、「平和憲法を守る会」岡山代表委員、世界連邦都市岡山県協議会事務局長代理など社会活動も行った。

## 作品
- 『グレンデルの母親』歌人房 上田屋書店(発売)、1930
- 『諸国の天女 詩集』河出書房、1942
- 『自選詩集 星座の娘』目黒書店、1946
- 『大いなる樹木』櫻井書店、1947
- 『美しい国: 詩集』炉書房、1948
- 『焔について 詩集』千代田書院、1950
- 『女詩人の手帖 永瀬清子随筆集』日本文教出版、1952
- 『山上の死者 永瀬清子詩集』日本未来派発行所、1954
- 『薔薇詩集』的場書房、1958
- 『アジアについて = Poems on Asia』黄薔薇社、1961
- 『永瀬清子詩集』昭森社、1969
- 『海は陸へと 永瀬清子詩集』思潮社、1972
- 『短章集』思潮社、1974
- 『短章集 /蝶のめいてい』思潮社、1977
- 『短章集 /流れる髪』思潮社、1977
- 『永瀬清子詩集』正続 思潮社、1979-1982
- 『短章集 /焔に薪を』思潮社、1980
- 『ひでちゃんのにっき』堀内誠一絵 福音館書店 こどものとも、1981
- 『かく逢った』編集工房ノア、1981
- 『うぐいすの招き 日々の紀行』れんが書房新社、1983
- 『私は地球 永瀬清子詩集』沖積舎 現代女流自選詩集叢書、1983
- 『短章集 /彩りの雲』思潮社、1984
- 『光っている窓』編集工房ノア ノア叢書、1984
- 『ぼくと母さんのうた』井上忠絵 手帖舎、1987
- 『あけがたにくる人よ』思潮社、1987
- 『卑弥呼よ卑弥呼』手帖舎 双書現代詩一千行、1990
- 『永瀬清子詩集』思潮社 現代詩文庫、1990
- 『すぎ去ればすべてなつかしい日々』福武書店、1990
- 『春になればうぐいすと同じに』思潮社、1995
- 『短章集 /蝶のめいてい 流れる髪』思潮社 詩の森文庫、2007
- 『短章集 /焔に薪を 彩りの雲』思潮社 詩の森文庫、2008
- 『だましてください言葉やさしく』童話屋 2008
- 『谷川俊太郎選　永瀬清子詩集』岩波文庫、2023

### 共編著
- 『港野喜代子選集 詩・童話・エッセイ』上野瞭共編　編集工房ノア、1981
- 『私の来た道 人類の進歩と核兵器』近藤義郎共著　西日本法規出版 岡山歴史文化ブックレット 1985

### 関連書籍
- 熊山町編集『詩人永瀬清子の生涯』熊山町、1998
- 井坂洋子『永瀬清子』五柳書院  五柳叢書、2000
- 井久保伊登子『女性史の中の永瀬清子』ドメス出版、2007-2009
- 藤原菜穂子『永瀬清子とともに 『星座の娘』から『あけがたにくる人よ』まで』思潮社、2011

## 注と出典
1. ↑  20世紀日本人名事典『永瀬 清子』 - コトバンク
2. ↑  “詩人・永瀬清子|赤磐市”. www.city.akaiwa.lg.jp. 2022年2月5日閲覧。
3. ↑  大塚英良『文学者掃苔録図書館』（原書房、2015年）166頁
4. ↑  “詩人・永瀬清子|赤磐市”. www.city.akaiwa.lg.jp. 2022年2月5日閲覧。